# Dzsiddu Krisnamúrti
Dzsiddu Krisnamúrti (angolul: Jiddu Krishnamurti; Madanapalle, India, 1895. május 12. – Ojai, Kalifornia, 1986. február 17.) indiai filozófus, író, teozófus és spirituális tanító volt.
Legfontosabb  publikációiban Krisnamúrti olyan spirituális kérdésekkel foglalkozik, mint a tökéletes szellemi szabadság elérése meditáció segítségével, de foglalkozott vallásfilozófiai témákkal is. Különösen ismertté a Teozófiai Társaság vezető személyiségei által lett, név szerint Annie Besant által, aki Krisnamurtit 1910-ben a jövendő „világtanárává” nyilvánította, valamint kihirdette, hogy – szerinte – Krisnamúrti Krisztus újabb reinkarnációja és számára rendet alapított 1911-ben Kelet Csillaga Rend (Order of the Star in the East) néven.
1929-ben eltávolodott a Teozófiai Társaságtól, nyíltan visszautasította a 14 éves korában ráruházott krisztusi istenség szerepét, majd a Kelet Csillaga Rendet is feloszlatták.
Ezt követően önálló spirituális tanítói útjára tért. Több mint hatvan éven keresztül utazott a világban, hogy előadásokat tartson, amelyek fő üzenete az volt, hogy kizárólag az hozhatja el a békét a társadalmak számára, ha az egyéni szívekben végbemegy a teljes átalakulás. Hangsúlyozta, hogy nem akar követőket maga mellé. „Valaki mást követni mindig hibás döntés - bárki legyen is az, akit követni akarsz".
1931-ben Budapesten is tartott előadást, a Zeneakadémia nagytermében.